# Cyperus eragrostis
Cyperus eragrostis, coneguda amb el nom comú de castanyola, serrana d'Amèrica, castanyola gegant o paraigüets, és una planta monocotiledònia de la família de les ciperàcies.

## Descripció morfològica
És una planta vivaç (hemicriptòfit) d'entre 20 i 70 centímetres d'alçada i floreix entre juliol i octubre. Les fulles són de color verd clar intens, amb forma de cinta i d'un centímetre d'amplada. Les tiges, del mateix color que les fulles, tenen la secció triangular. Forma espigues disposades en ventall, envoltades de bràctees llargues que les sobrepassen, donant-li forma de paraigües. Les espigues, que són verdes inicialment, es tornen de color rogenc un cop maduren.

## Distribució
Aquesta espècie és autòctona d'Amèrica del Sud, Jamaica i algunes parts dels Estats Units d'Amèrica. La castanyola va arribar a Europa en el llastre dels vaixells provinents d'Amèrica. Es creu que va arribar a les illes Açores el 1842, i al continent cap a finals del segle xix. A Catalunya és coneguda des de principis del segle xx, i actualment es considera invasora, si bé no està present al catàleg espanyol ni europeu. En les darreres dècades, s'ha estès molt ràpidament per marges de rius, zones embassades i humides del nord-est català, mentre que a l'interior del país es troba principalment als marges dels rius Segre i Ebre. A Catalunya es troba entre els 0 i els 400 metres d'altitud.
Un estudi realitzat a l'Argentina el 1990 va mostrar que una presència elevada de Cyperus eragrostis en els camps de soja era capaç de reduir l'alçada de la planta de soja, el nombre de llavors per tavella i el pes de les llavors, arribant a reduir la producció en un 26,2%. D'altra banda, no en va alterar el cicle de desenvolupament de la soja.